# Rado Jenko
Rado Jenko, slovenski gospodarstvenik in podjetnik * 29. marec 1919, Celje, † 2007.

## Odlikovanja in nagrade
Bil je dolgoletni direktor podjetja Aero Celje (do 1972), nato družinski podjetnik in turistični delavec.
Leta 2002 je bil imenovan za častnega meščana Mestne občine Celje »za izjemne dosežke v celjskem gospodarstvu in za prispevek pri razvoju mesta Celja«.
Leta 2003 je prejel častni znak svobode Republike Slovenije z naslednjo utemeljitvijo: »za organizacijske in tehnološke dosežke v slovenski kemijsko-predelovalni industriji«.